# Ramsés II (carro de combate)
El Ramsés II es un carro de combate principal diseñado para las Fuerzas Armadas de Egipto. Un único ejemplar del T-54 fue enviado a los Estados Unidos para la propuesta de actualización. Un prototipo primario fue enviado a Egipto, donde numerosas pruebas le fueron practicadas a finales de 1987. El carro de combate entró en producción en su etapa final en el período 2004-2005. 260 unidades se han producido con los planes para las unidades adicionales. El tanque fue originalmente llamado el T-54E (donde la "E" significa "egipcio").
En las primeras etapas, la actualización se enfatizó en el aumento de la potencia de fuego y la movilidad del blindado únicamente, mientras que en los últimos modelos se incluyen las mejoras en el nivel de protección y blindaje. El casco del vehículo fue altamente modificado para alojar el nuevo motor, que comparte un gran porcentaje de las piezas utilizadas en el motor del M60A3 (el carro de combate principal más numeroso en servicio activo del Ejército de Egipto), como resultado del incremento en el largo del casco una rueda fue añadida en el tren de rodadura. El tanque está armado con el mismo cañón usado por los egipcios en el M60A3. Además, en el carro de combate en cuestión se usa un novedoso y sofisticado sistema de control de tiro.

## Historia del desarrollo
En noviembre de 1984, la compañía Teledyne Continental Motors, absorbida por General Dynamics Land Systems posteriormente; le fue otorgado un contrato para mejorar las deficiencias críticas del obsolescente modelo soviético T-54A en las filas del Ejército de Egipto, como eran su potencia de fuego y su movilidad, dejando para esto un solo ejemplar del T-54. Esta actualización se denominaba originalmente como T-54E; pero luego ante las peticiones del alto mando egipcio pasó a ser llamada Ramsés II. El primer prototipo del II Ramsés se entrega a los militares de Egipto para probar su potencia de fuego, ampliamente mejorada; y otras pruebas de movilidad en enero de 1987. Luego de estas pruebas le fueron llevadas a cabo ese mismo año otras mejoiras con el fin de incrementar su fiabilidad y compatibilidad con los nuevos blindados del Ejército egipcio, y a su vez estas pruebas completaron los ensayos de factibilidad ya a fines del año 1987. A finales de 1989, Egipto firmó un acuerdo de asistencia técnica con la TCM para apoyar la prueba y producción en plantas egipcias, y la continuación de la actualización del al menos 250 carros T-55 al estándar Ramsés II, con las series de prueba se inicia su producción oficialmente en el verano de 1990. El carro de combate entró en la fase final de producción/transformación en el período 2004-2005, con 260 unidades hasta ahora modificadas a partir de los blindados disponibles del modelo T-54 en el arsenal del ejército egipcio.

## Descripción general
Las mejoras y modificaciones, que se reflejaron en el aumento del peso del carro, desde las 36,5 del T-55 original a las 48 toneladas del modelo actualizado son las siguientes:

### SABCA Titan Mk I
Un sistema de control de fuego SABCA Titan Mk I de guía por láser ha sido instalado, con lo que se incorporan las siguientes mejoras: 
- Un sistema Avimo TL10-T modificado, que incorpora un sistema de visión con guías láser al telémetro.
- Un sistema integrado con una pantalla LCD alfanumérica gráfica ante-ocular, para el artillero y el comandante del carro.
- Una computadora balística con doble procesador SABCA digital, que reemplaza a la computadora original.
- Un sistema de intensificación de imagen nocturno con adaptación de un periscópio panorámico.
- Sistemas de activación automática y sensores atmosféricos, así como cajas de control asociadas a los sistemas de sensores atmosféricos.
- Un nuevo sistema de comunicaciones, que reemplaza al radio original; por uno de estándar OTAN.

### Motorización y movilidad
La sección posterior del casco del T-55 fue modificada extensivamente para acomodar las mejoras del paquete de motorización, compuesto de las siguientes partes:
- Un motor TCM AVDS-1790-5A turbocargado, impulsado por combustible diésel; pudiendo usar otros carburantes, que desarrolla 908 hp (este motor tiene un 80% de compatibilidad de partes con las del motor instalado en el M60A3).
- Una transmisión Renk RK-304, con cuatro velocidades de marcha y 4 en reversa.
- Dos nuevos exhostos, cada uno alojado a los lados de la parte trasera del casco, y que reemplazan al único exhosto original del carro.
- Nuevos tanques de almacenamiento del combustible. Como resultado del alargamiento del casco se ha incrementado su capacidad de almacenamiento, y por ende su autonomía (el Ramses II es un metro más largo que el T-54/55 al añadírsele una rueda en cada lado de las orugas).
- Nuevas orugas y conjuntos de suspensión mejorados.
- Una novedosa suspensión, del modelo General Dynamics Land Systems 2880 de brazos e hidroneumática en cada lado compuesta de:

- Nuevas ruedas del modelo M48 iguales en los dos lados.
- El piñón impulsor es más grande, estando alojado atrás del casco.
- Dos nuevos piñones de retorno y cadenas de las orugas similares a las de diseño norteamericano, que reemplazan a las del diseño original, de maufactura rusa.

#### Armamento
El sistema de armas ha sufrido las siguientes modificaciones que incrementan su desempeño:
- El cañón principal y el sistema de estabilización de la torreta son los proporcionados por HR Textron Company de los Estados Unidos.

- El cañón D-10T original de 100 mm ha sido sustituido por el cañón de calibre 105 mm M68 que ha instalado Egipto en sus M60A3.

- El cierre original del cañón D-10T, de 100 mm, se ha modificado para el calibre 105 mm y el sistema de retroceso también ha sido modificado, incorporándose a su vez un sistema de evacuación de gases del disparo.

- Un sistema de referencia de salida en la boca del cañón está equipado de serie en el cañón M68.

- Un sistema de miras M60 con un reflector diurno/nocturno, que está montado sobre el cañón de calibre 105 mm.

- Un sistema de protección ABQ y de tipo colectivo se ha instalado en reemplazo del anterior.

- Tiene sistemas de visión infrarroja para el artillero y el conductor.

- Intensificador de imagen para el comandante y el artillero, con ayudas láser.

- Un telémetro láser con computadora balística para el artillero.

#### Blindaje y protección
La protección activa y pasiva ha sido mejorada con la inclusión de los siguientes elementos que mejoran:
- Un blindaje adicional que incrementa la protección, los faldones laterales blindados se han agregado, para una mayor protección de los componentes de rodaje.
- Un moderno sistema de sobrepresión ABQ, y un nuevo sistema de filtros de aire complementario.
- Un sistema de supresión y de detección incendios.
- Se montan 6 lanzagranadas de humo, de accionamiento eléctrico a cada lado de la torreta.
- El diseño de escotilla se ha mantenido.
- Orugas de diseño y construcción británicas Blair Catton nuevas.
- Una cesta nueva para la munición en la torreta, que actúa igualmente que una instalada en un carro de combate occidental, abriendo esclusas hacia el exterior y disipando una posible onda expansiva en caso de una ignición accidental de los cartuchos del cañón.

## Operadores
- Egipto

Ejército Egipcio cuenta con 260 unidades, y con planes para un lote adicional de otros 140-160 y su respectiva conversión al estándar ya indicado.

### Carros de combate comparables
- TR-85
- Al-Zarrar
- Tipo-59G
- Tipo-69IIG